# 高卢星
高卢星（148 Gallia）是第148颗人类发现的小行星，于1875年8月7日发现。高卢星的直径为97.7千米，质量为9.8×1017千克，公转周期为1683.920天。
這顆小行星以古羅馬高盧地區命名，即是現今西歐的法國、比利時、意大利北部、荷蘭南部、瑞士西部和德國南部萊茵河西岸一帶的地方。
| 前一小行星： (147)長女星 | 小行星列表 | 後一小行星： (149)蛇髮妖星 |